# Якушко Станіслав Олександрович
Станіслав Олександрович Якушко — молодший лейтенант ОЗСП «Азов», що загинув у ході російського вторгнення в Україну у 2022 році.

## Життєпис
Командир 1-го гаубично-артилерійського взводу — старший офіцер батареї 2-ї гаубично-артилерійської батареї гаубично-артилерійської дивізіону ОЗСП «Азов»

## Нагороди
- орден «За мужність» III ступеня (2022, посмертно) — за особисту мужність і самовіддані дії, виявлені у захисті державного суверенітету та територіальної цілісності України, вірність військовій присязі, зразкове виконання службового обов’язку.